# Microascaceae
Microascaceae es una familia de hongos en la clase Sordariomycetes, subclase Hypocreomycetidae. La familia fue publicada en 1970 por David Malloch, una descripción enmendada basada en la publicación original de 1951 de Everet Stanley Luttrell.

## Descripción
Las especies de Microascaceae tienen cuerpos fructíferos esféricos a irregulares, de color oscuro. Por lo general poseen pelillos y rara vez son suaves. Las esporas son de tono rojizo amarronado, de una celda, y tienen un poro germinativo en unos de sus dos extremos. Las ascas se pueden presentar simples o en cadenas.

## Géneros
- Ascosubramania
- Anekabeeja
- Brachyconidiellopsis
- Canariomyces
- Cephalotrichum - anamorfo
- Echinobotryum
- Enterocarpus
- Graphium
- Kernia
- Lophotrichus
- Microascus
- Parascedosporium
- Petriella
- Pithoascus
- Pseudallescheria
- Rhexographium
- Scedosporium
- Scopulariopsis - anamorfo
- Trichurus
- Wardomyces
- Wardomycopsis